# Wapen van Hazerswoude

Wapen van Hazerswoude

Het wapen van Hazerswoude werd op 24 juli 1816 aan de Zuid-Hollandse gemeente Hazerswoude in gebruik bevestigd. De gemeente is op 1 januari 1991 opgegaan in de gemeente Rijnwoude (toen nog Rijneveld genaamd). Het wapen van Hazerswoude is daardoor komen te vervallen. Een ster uit het wapen kwam terug in het Wapen van Rijnwoude. Sinds 1 januari 2014 valt het gebied onder de gemeente Alphen aan den Rijn. In het wapen van Alphen aan den Rijn zijn geen elementen uit het wapen van Hazerswoude opgenomen.

## Blazoenering
De blazoenering van het wapen luidde als volgt:
Van goud beladen met eene barre van keel, waarop 3 vijfpuntige starren van goud.
Op een goudgekleurd veld is een rode linkerschuinbalk aangebracht, met daarop drie gele vijfpuntige steren. De heraldische kleuren zijn goud (geel) en keel (rood).

## Geschiedenis
Het wapen is afgeleid van het wapen van de familie Van Matenesse. Deze voerde een zilveren schild met een (rechter)schuinbalk. De sterren waren zespuntig. Dit familiewapen komt voor het eerst voor als heerlijkheidswapen in een boek uit 1607. Later werd het wapen gespiegeld en werden de sterren gewijzigd. Pas tegen 1800 wordt de kleur van het schild gewijzigd van zilver naar goud. Van Ollefen noemt eind achttiende eeuw als wapen een linkerschuinbalk beladen met 3 zespuntige sterren van goud, de kleuren niet zeker.

## Verwante wapens

Adriaan van Mathenesse (ca. 1565-1621) heer van Mathenesse, Riviere en Opmeer lid van de ridderschap van Holland en hoogheemraad van Schieland
Het wapen van Rijnwoude